# 大阪市立大学看護短期大学部
大阪市立大学看護短期大学部（おおさかしりつだいがくかんごたんきだいがくぶ、英語: Osaka City University College of Nursing）は、大阪府大阪市阿倍野区旭町1-5-17 に本部を置いていた日本の公立大学である。1998年に設置され、2007年に廃止された。

## 概要

### 大学全体
- 大阪府大阪市阿倍野区に所在した日本の公立短期大学で、設置主体は大阪市で併設元は大阪市立大学医学部[注 1]。
- 1998年に開学され、当初より1学科のみで入学総定員80名。1990年11月に看護短期大学部設置検討委員会が設けられてから7年5ヶ月後に開学した。大学に併設された公立短大では開学が最も新しかったが、 2003年度の入学生を最後に[注釈 2]、短期大学としての使命を終える[3]。少子化にもかかわらず、入試競争率は10倍程度とかなりの難関だった。

### 教育および研究
- 大阪市立大学看護短期大学部は看護教育に力をいれており、医学部付属病院での｢臨床実習｣が行われていた。

### 学風および特色
- 大阪市立大学看護短期大学部の設置目的：看護に関する高度な専門知識及び技術を教授・研究することにより、幅広い教養と生命を尊ぶ豊な人間性に備え、保健・医療及び福祉の向上に寄与できる人材育成
- 教育目的
  - 生命の尊厳と人間への深い愛情を抱き、人と関係をつくりだし行動できる豊な人間性の育成
  - 科学的な根拠に基づいた思考能力の育成
  - 社会に生きる人々の健康な生活の支援に向けて実践的に貢献できる基礎的な能力の育成
  - 健康に関わる課題に主体的に取り組む態度と能力の育成[注 3]。

## 沿革
- 1949年 大阪市立医科大学厚生学院として設立。
- 1955年 大阪市立大学医学部附属厚生学院に改称。
- 1977年 大阪市立大学医学部附属看護専門学校に改組。専修学校専門課程となる。
- 1990年
  - 11月 大阪市立大学医学部内に看護短期大学部（仮称）設置検討委員会が置かれる。
- 1997年
  - 12月19日 左記を以て文部省[注 4]より短期大学の設置が認可される[5]。
- 1998年
  - 4月1日 大阪市立大学看護短期大学部が以下の学科体制にて開学する[6]。
    - 看護学科 入学定員80名
- 2003年
  - 4月1日 この年度をもって学生募集を終了[注釈 2]。
- 2007年
  - 6月11日 左記をもって正式に廃止の認可が下される[3]。

## 基礎データ

### 所在地
- 大阪府大阪市阿倍野区旭町1-5-17

### 象徴
- 大阪市立大学看護短期大学部のカレッジマークは大阪市立大学と同じものを使用している。詳細は大阪市立大学を参照。

### 年度別学生数
| -      | 入学定員 | 総定員 | 学生数    | 出典  |
| ------ | -------- | ------ | --------- | ----- |
| 1998年 | 80       | 80     | 女80      | [ 7 ] |
| 1999年 | 80       | 160    | 男1 女159 | [ 8 ] |

## 教育および研究

### 組織

#### 学科
- 看護学科 入学定員80名[注 6]

#### 専攻科
- なし

#### 別科
- なし

#### 取得資格について
- 看護師受験資格に対応したカリキュラムが組まれていた[4]。

### 研究
- 大阪市立大学看護短期大学部『大阪市立大学看護短期大学部紀要』[1]
- 大阪市立大学看護短期大学部『大阪市立大学看護短期大学部紀要 = Bulletin of Osaka City University College of Nursing』[10]

### 学園祭
- 大阪市立大学看護短期大学部の学園祭は、医学部と合同で例年、11月に行われていた。

## 施設

### キャンパス
- 設備：短大独自の校舎が設置されていた。当時、地上10階・地下1階と高層マンションのような造りとなっていた。

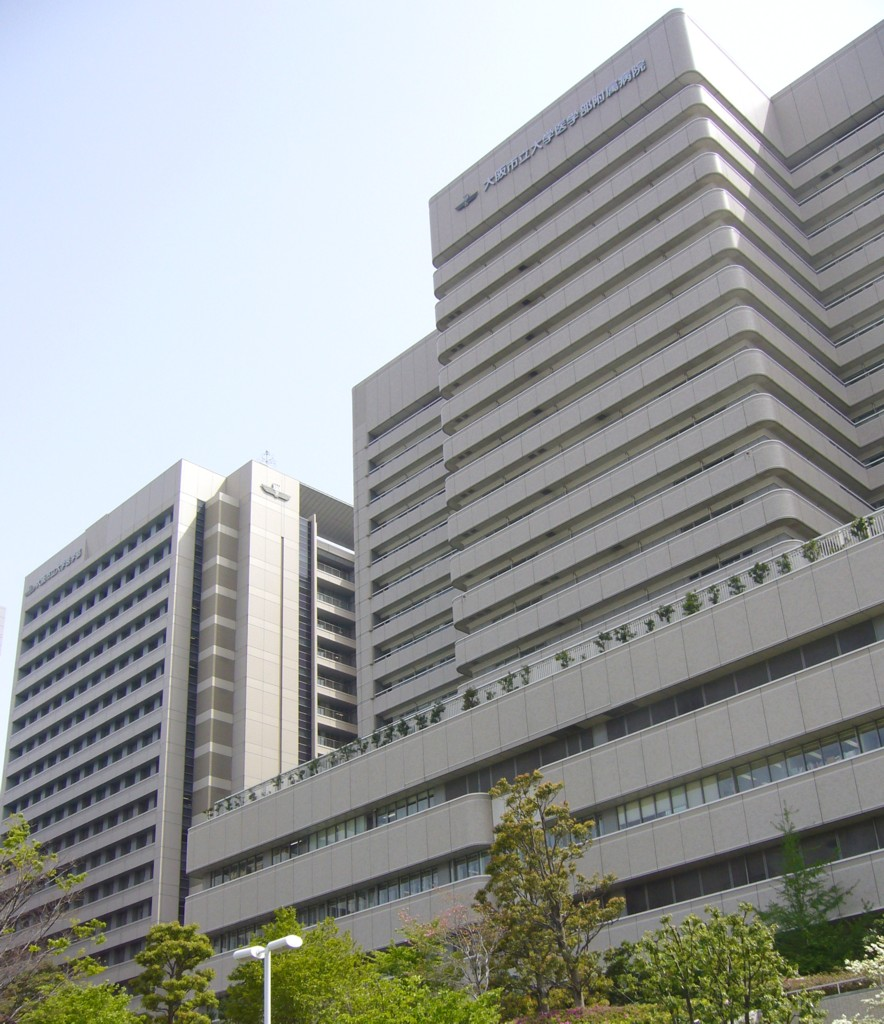
かつての看護短期大学部は医学部看護学科となっている

## 対外関係

### 系列校
- 大阪市立大学

## 卒業後の進路について

### 就職について
- 看護職に就く人が多く、大阪市立大学医学部附属病院への就職者も少なからずいた[4]。